# Liste der Bischöfe von Luzk
Die Liste der römisch-katholischen Bischöfe von Luzk nennt die Bischöfe des Bistums Luzk (Łuck) seit 1371 und des Bistums Wladimir (Włodzimierz) von 1358 bis 1425 in der heutigen Ukraine.

## Bischöfe vonWladimir
- Peter (1358-ca. 1371)
- Isidor (1375–1380)
- Rugan (1380–1400)
- Gregor von Buczkowa OP (1409–1425)

## Bischöfe von Luzk

### Königreich Polen
- Hynek (Hynko) Zając z Hasenburga (1371–1388)
- Nikolaus (ca. 1388–1400)
- Świętosław Jaroslai OCarm (1404-ca. 1409)
- Jarosław von Lublin
- Andrzej Splawski (1425–1459)
- Wacław Raczkowicz (1459–1462)
- Jan Łosowicz (1463–1468, dann Bischof von Vilnius)
- Marcin Kreszowski (1468–1483)
- Stanisław Stawski (1483–1491)
- Jan Andruszewicz Pudełko (1491–1501)
- Albert Radziwiłł (Jałmużnik) (1502–1507, dann Bischof von Vilnius)
- Paweł Algimunt Holszański (1507–1536, dann Bischof von Vilnius)
- Jerzy Chwalczewski (1536–1549)
- Walerian Protaszewicz Szuszkowski (1549–1556, dann Bischof von Vilnius)
- Jan Andruszewicz (1556–1567)
- Wiktoryn Wierzbicki (1567–1587)
- Bernard Maciejowski (1587–1600, dann auch Bischof von Krakau)
- Stanisław Gomoliński (1600–1602)
- Marcin Szyszkowski (1604–1607, dann Bischof von Płock)
- Paweł Wołłowicz (1607–1608)
- Paweł Wołucki (1608–1616, dann Bischof von Kujawien und Pommerellen)
- Henryk Firlej (1616–1617, dann Bischof von Płock)
- Andrzej Lipski (1617–1623, dann Bischof von Kujawien und Pommerellen)
- Stanisław Lubieński (1624–1627, dann Bischof von Płock)
- Achacy Grochowski (1627–1633)
- Bogusław Radoszewski (1633–1638)
- Andrzej Gembicki (1638–1654)
- Jan Zamoyski OP (1654–1655)
- Johann Stephan Wydżga (1655–1659, dann Bischof von Ermland)
- Mikołaj Prażmowski (1659–1666, dann Erzbischof von Gnesen)
- Tomasz Łeszeński OCist (1667–1675)
- Stanisław z Łubrańca Dąbski (1676–1682, dann Bischof von Płock)
- Stanisław Witwicki (1682–1687, dann Bischof von Posen)
- Bogusław Leszczyński (1688–1691)
- Franciszek Michał Prażmowski (1696–1701)
- Aleksander Wyhowski (1703–1714)
- Joachim Przebendowski (1716–1721)
- Stefan Bogusław Rupniewski (1721–1731)
- Jan Lipski (1732, dann Bischof von Krakau)
- Andrzej Stanisław Załuski (1736–1739, dann Bischof von Chełm)
- Franciszek Antoni Kobielski (1739–1755)
- Antoni Erazm Wołłowicz (1755–1770)
- Feliks Paweł Turski (1771–1790, dann Bischof von Krakau)

### Russisches Reich
- Adam Stanisław Naruszewicz (1790–1796)
- Kasper Kazimierz Cieciszowski (1798–1828, dann Erzbischof von Mahiljou)
- Michał Piwnicki (1828–1845)
- Kacper Borowski (1848–1883, dann Bischof von Płock)
- Szymon Marcin Kozłowski (1883–1891, dann Erzbischof von Mahiljou)
- Cyryl Lubowidzki (1897–1898)
- Bolesław Hieronim Kłopotowski (1899–1901, dann Erzbischof von Mahiljou)
- Karol Antoni Niedziałkowski (1901–1911)
- Ignacy Maria Dobowski (1916–1925)

### Polen/Ukrainische SSR
- Adolf Szelążek (1925–1950)

### Ukraine
- Marcjan Trofimiak (1998–2012)
  - Stanislaw Schyrokoradjuk OFM (2012–2014) (Apostolischer Administrator)
- Witalij Skomarowskyj (seit 2014)